# Yoshihiko Ikegami
Yoshihiko Ikegami (池上 嘉彦, Ikegami Yoshihiko), né le 6 février 1934 à Fushimi-ku (Kyoto), est un théoricien de la littérature et linguiste japonais.
Ikegami étudie l'anglais à l'Université de Tokyo et la linguistique à l'Université Yale, où il obtient son doctorat. À partir de 1963, il enseigne à l'Institut des langues étrangères de l'Université de Tokyo. En tant que bénéficiaire d'une bourse de la Fondation Alexander von Humboldt il fréquente de 1974 à 1976 le département de linguistique générale et comparée à l'Université de Hambourg.

## Publications
- Middle English DIGHT: a structural study in the obdolescence of words, 1964
- Eishi no Bumpo, 1967
- The semological structure of the English verbs of motion, 1970
- Noah Webster's grammar: traditions and innovations, 1972
- Imiron, 1975
- The Empire of signs: Semiotic essays on Japanese culture

## Source de la traduction
- (de) Cet article est partiellement ou en totalité issu de l’article de Wikipédia en allemand intitulé « Yoshihiko Ikegami » (voir la liste des auteurs).
- Notices d'autorité :   - VIAF
  - ISNI
  - BnF (données)
  - IdRef
  - LCCN
  - GND
  - Italie
  - Japon
  - CiNii
  - Pays-Bas
  - Israël
  - NUKAT
  - Norvège
  - Corée du Sud
  - WorldCat